# Pseudocerastes fieldi
Pseudocerastes fieldi är en ormart som beskrevs av Schmidt 1930. Pseudocerastes fieldi ingår i släktet Pseudocerastes och familjen huggormar. IUCN kategoriserar arten globalt som livskraftig. Inga underarter finns listade i Catalogue of Life.
Arten förekommer i norra Saudiarabien och Jordanien samt fram till västra Irak, södra Syrien, Israel och nordöstra Egypten (Sinaihalvön). En avskild population i sydvästra Iran tillhör kanske denna art. Pseudocerastes fieldi lever i låglandet och i bergstrakter upp till 1300 meter över havet. Habitatet utgörs av uttorkade flodbädd (wadi) och stäpper. Individerna besöker jordbruksmark men de undviker människans samhällen. Denna huggorm gömmer sig ofta under stenar eller vid buskarnas rötter. Honor lägger inga ägg utan föder levande ungar.